# Коултер, Джон Мерл
Джон Мерл Коултер (англ. John Merle Coulter, 20 ноября 1851 — 23 декабря 1928) — американский ботаник, миколог, профессор естественных наук.  
Член Национальной академии наук США (1909).

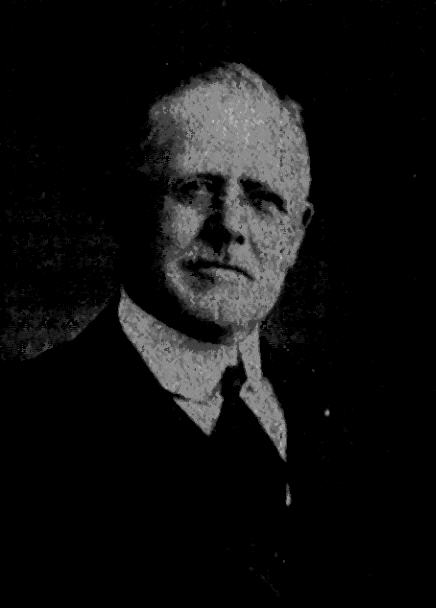
Джон Мерл Коултер

## Биография
Джон Мерл Коултер родился 20 ноября 1851 года в китайском порту Нинбо, в котором после проигрыша Цинской империей Первой опиумной войны по условиям мирного договора было разрешено торговать иностранцам.
В 1870 году он получил степень бакалавра в Hanover College. В 1874 году Коултер был назначен профессором естественных наук в Ганновере.
В 1882 году он получил степень доктора философии в Индианском университете в Блумингтоне, а в 1891 году был назначен президентом Индианского университета в Блумингтоне.
В 1893 году Джон Мерл Коултер был назначен президентом Lake Forest College, Иллинойс. В 1896 году он был назначен начальником отдела ботаники в Чикагском университете.
В 1925 году Коултер переехал в Йонкерс, Нью-Йорк, чтобы помочь организовать новый Boyce Thompson Institute for Plant Research, в котором он был деканом и главным советником.
Коултер внёс значительный вклад в ботанику, описав множество видов семенных растений.
Джон Мерл Коултер умер в городе Йонкерс 23 декабря 1928 года.

## Научная деятельность
Джон Мерл Коултер специализировался на семенных растениях и на микологии.

## Публикации
- Synopsis of the flora of Colorado /by Thomas C. Porter and John M. Coulter. Washington: Govt. print. off., March 20, 1874[5].
- Manual of the botany (Phaenogamia and Pteridophyta) of the Rocky mountain region, from New Mexico to the British boundary. By John M. Coulter. Ivison, Blakeman, Taylor, and company, 1885[8].
- Plant relations; a first book of botany. By John M. Coulter. New York,D. Appleton, 1900[9].
- Plant structures; a second book of botany, by John M. Coulter. New York,D. Appleton and company, 1900 (c 1899)[10].
- Morphology of spermatophytes, by John M. Coulter and Charles J. Chamberlain. New York, D. Appleton and company, 1901[11].
- Morphology of angiosperms (Morphology of spermatophytes, Part II) by John Merle Coulter and Charles Joseph Chamberlain. New York, Appleton & Co., 1903[12].
- Plant studies; an elementary botany, by John M. Coulter. New York, D. Appleton, 1905[13].
- Plants: a text-book of botany / by John M. Coulter. New York: D. Appleton and Company, 1907[14].
- Morphology of gymnosperms. ChicagoUniversity of Chicago Press 1910[15].
- Elementary studies in botany, by John M. Coulter. Chicago,D. Appleton and Company (c 1913)[16].
- Plant genetics / by J.M. Coulter and M.C. Coulter. Chicago: University of Chicago Press, 1918[17].
- Synopsis of North American pines, based upon leaf anatomy. I. In: Botanical Gazette. Volume 11, 1886, p. 256—262[18].
- Synopsis of North American pines, based upon leaf anatomy. II. In: Botanical Gazette. Volume 11, 1886, p. 302—309[19].
- Notes on Umbelliferae of E. United States. In: Botanical Gazette. Volume 12, 1887, p. 12—16[20], 60—63[21], 73—76[22], 102—104[23], 134—138[24], 157—160[25], 261—264[26], 291—295[27].
- Notes on Western Umbelliferae. In: Botanical Gazette. Volume 13, 1888, p. 77—81[28], 141—146[29], 208—211[30].
- Revision of North American Umbelliferae. Crawfordsville, Ind., Wabash College, 1888[31].
- A new genus of Umbelliferae. In: Botanical Gazette. Volume 15, 1890, p. 15—16[32].
- Notes on North American Umbelliferae II. In: Botanical Gazette. Volume 15, 1890, p. 259—261[33].
- Actinella (Hymenoxis) Texana, n. sp. In: Botanical Gazette. Volume 16, 1891, p. 27—28[34].
- New Genus of Umbelliferae. In: Botanical Gazette. Volume 19, 1894, p. 466[35].

## Почести
Род растений Coulterella семейства Астровые и род растений Coulterophytum семейства Зонтичные были названы в его честь.